# Seven Mountains
Seven Mountains è il terzo album in studio della indie e folk rock band svizzera 77 Bombay Street, che è stato pubblicato in tutto il mondo il 18 settembre 2015 tramite l'etichetta discografica Gadget Records.

## Promozione
Per l'album sono stati registrati 2 videoclip, il primo corrisponde al singolo Seven Mountains. Il secondo è relativo al brano Once and Only.

## Tracce[3]
Tutti i brani portano la firma dei 4 fratelli Büchli, a parte dove indicato.
1. Prelude (Intro) – 1:14
2. Seven Mountains – 4:03
3. Club of Optimistic People – 4:21
4. Painted – 3:58
5. Bombay – 3:23
6. Failing – 4:24
7. Intermezzo – 0:36
8. Once and Only – 3:27
9. Amazing Day – 3:27
10. Where Are You – 3:36
11. December – 3:20
12. Waterproof – 2:52
13. Dancing On the Coast – 5:30
14. Own the World – 3:25 – traccia bonus
15. Finale – 0:27

## Formazione
- Matt Buchli - voce, chitarra acustica
- Joe Buchli - chitarra elettrica
- Esra Buchli - batteria
- Simri-Ramon Buchli - basso

## Classifiche

### Classifiche settimanali
| Classifica (2015) | Posizione massima |
| ----------------- | ----------------- |
| Svizzera          | 1                 |

### Classifiche di fine anno
| Classifica (2015) | Posizione |
| ----------------- | --------- |
| Svizzera          | 31        |